# Trójskok irlandzki
Trójskok irlandzki – rozgrywana do 1914 roku forma trójskoku pochodząca z Irlandii. Konkurencja polegała na wykonaniu wszystkich trzech skoków na tej samej nodze.